# Castraat

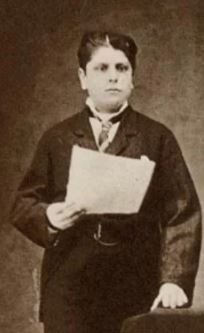
Alessandro Moreschi, c. 1880.

Castraten waren in Europa volwassen mannelijke zangers die in hun jeugd (voordat ze 10 jaar oud waren) gecastreerd werden om hun hoge (sopraan-)stem te kunnen behouden. Het verwijderen van de testikels hield de stembanden klein, maar liet het lichaam en vooral de longen doorgroeien, waardoor goede castraten hun ’kinderstem’ met grote kracht konden laten klinken. Anders dan bij de eunuch, die gecastreerd werd om dienst te nemen in een hofhouding, had castratie bij een castraatzanger een esthetische achtergrond.

## Geschiedenis
In de periode van de barokmuziek werd castraatzang hogelijk gewaardeerd, onder meer in kerkkoren en opera's. Maar reeds veel vroeger werden castraten in Europa gesignaleerd. Reeds voor 1600 werkte Orlandus Lassus in München met castraten. De traditie is vooral bekend als Zuid-Europees en meer in het bijzonder Italiaans. Vermoedelijk is ze echter afkomstig uit het Nabije Oosten en kwam ze Europa binnen via Spanje. Ze waren nodig omdat vrouwen niet in het openbaar mochten optreden. Hun rol werd dan ingenomen door castraten. In het protestantse Noord-Europa was castratie van jongens verboden en in de protestantse kerkmuziek speelden castraten geen rol. De praktijk van prepuberale castratie kende een hoogtepunt in de jaren 1720-1740, toen naar schatting ieder jaar ca. 4000 jongens werden gecastreerd. In de late 18e eeuw namen de aantallen sterk af. In Italië werd castratie verboden na de eenwording van het land in 1870. Het Vaticaan maakte nog tot in 1903 gebruik van castraatzangers in kerkkoren. Paus Pius X verbood deze praktijk en verordonneerde dat de hoge stemmen voortaan door jongenssopranen dienden te worden gezongen.
Eufemistische termen voor castraat waren musico en evirato (‘ontmande’).
Veel jongens overleden als gevolg van de castratie door het destijds ontbreken van hygiëne of antibiotica. Ook kreeg niet iedere castraat als volwassene een fraaie stem. De als zanger mislukte castraten waren dubbel te beklagen. Ongemakken als gevolg van de castratie zijn een onevenwichtig temperament, uitzonderlijk lange holle beenderen en urologische klachten. Op 18e-eeuwse karikaturen staan castraten met uit hun krachten gegroeide en mismaakte lichamen. Op de portretten hebben de schilders deze misvorming gecamoufleerd.

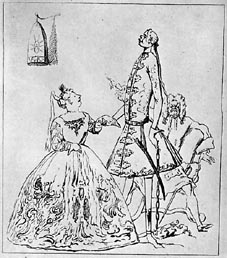
Farinelli (midden) en een dame.

De Belg Edmond Michotte legde in maart 1860 een gesprek vast tussen de componist Gioacchino Rossini, in 1792 in Italië geboren als zoon van zangers en van jongs af aan bekend met castraten, en Richard Wagner. Rossini vertelde Wagner "te zijn gestopt met componeren omdat het theater in volle neergang was". Dat kwam, zo vervolgde Rossini desgevraagd, door "het verdwijnen van de castrati. Men kan zich geen idee vormen van de bekoring van de stem en de volleerde virtuositeit die deze besten der besten, bij gebrek aan iets anders en uit gelukkige compensatie, bezaten". Rossini roemde hun gaven als leraar en zei toen dat "nu de castrati zijn uitgestorven en het in onbruik is geraakt om nieuwe te snijden de neergang van de zangkunst onomkeerbaar is. Zonder de castraten is de opera buffa in neergang en de opera seria is voor het grote publiek te moeilijk." Sinds het verdwijnen van de castraatzangers worden de partijen die voor hen geschreven zijn, gezongen door een vrouw en soms door een contratenor. Contratenoren zingen met een falsetstem.
Er zijn opnames bewaard van Alessandro Moreschi, de laatste castraat in het koor van de Sixtijnse Kapel. Een geromantiseerd beeld van een beroemde castraat is te vinden in de film Farinelli. De film handelt over de castraat Carlo Broschi, bekend als Farinelli (1705-1782).
Onder meer Händel schreef bekende werken voor castraten.